# The Great Pretender
The Great Pretender je američko izdanje kompilacijskog albuma "The Freddie Mercury Album" britanskog pjevača rock sastava "Queen" Freddija Mercuryja. Album je izdan 24. studenog 1992. godine. Razlika između europskog i ovog izdanja je u različitim remeksivima i zamjeni pjesme "Barcelona" s pjesmom "My Love Is Dangerous". Album je dostupan u Box setu "The Solo Collection".

## Popis pjesama
1. "The Great Pretender" (Brian Malouf miks) (Ram)
2. "Foolin' Around" (Steve Brown miks) (Mercury)
3. "Time" (Nile Rodgers miks) (Clark - Christie)
4. "Your Kind of Lover" (Steve Brown miks) (Mercury)
5. "Exercises in Free Love" (Mercury - Moran)
6. "In My Defence" (Ron Nevison miks) (Clark - Daniels - Soames)
7. "Mr. Bad Guy" (Brian Malouf miks) (Mercury)
8. "Let's Turn It On" (Jeff Lord-Alge miks) (Mercury)
9. "Living on My Own" (Julian Raymond miks) (Mercury)
10. "My Love Is Dangerous" (Jeff Lord-Alge miks) (Mercury)
11. "Love Kills" (Richard Wolf miks)  (Mercury - Moroder)